# Sybil Primrose
Lady Sybil Myra Caroline Primrose (1879 – 25 febbraio 1955) è stata una scrittrice e artista britannica.

## Biografia
Era la primogenita di Archibald Philip Primrose, V conte di Rosebery, che ha servito come primo ministro britannico (1894-1895), e di sua moglie, Hannah de Rothschild.
Suo padre, Lord Rosebery, oltre a dedicarsi alla politica, si dedicò alla raccolta di cimeli napoleonici e ha scritto delle biografie, tra cui uno di Napoleone e un'altra su un suo antenato, William Pitt il Giovane. Sua madre era nota per essere la donna più ricca d'Inghilterra. Nella sua infanzia Sybil venne educata da governanti e divise il suo tempo tra Lansdowne House e le loro numerose case di campagna, che comprendeva tra gli altri Dalmeny House e Mentmore Towers. Dal momento che era una bambina, Sybil era spesso lasciata dai genitori nella cura delle governanti, sotto la supervisione della zia, Lady Leconfield a Petworth House. Questo fu evidente subito dopo la nascita di Sybil, quando suo padre desiderava visitare la Germania per tre mesi, soggiornando in una spa per curarsi da una crisi di nervi. Sua madre lo accompagnò, ma Rosebery gli riferì che era a conoscenza di ogni dettaglio su di Sybil, dalle lettere giornaliere da Londra.
Nonostante la mancanza di attenzione dei genitori, Lady Sybil rimase vicino al padre.

## Matrimonio
Sposò, il 28 marzo 1903, Charles Grant (1877-1950), figlio di Sir Robert Grant. Ebbero un figlio:
- Charles Robert Archibald Grant (29 dicembre 1903-21 gennaio 1972), sposò in prime nozze Mary Mackenzie Young, in seconde nozze Pamela Wellesley, ebbero due figli, e in terze nozze Sybil Barbara Farquhar.

## Le opere letterarie
Nel 1912 Sybil pubblicò diversi racconti sul London Magazine. Lady Sybil era un'ammiratrice patriottica delle conquiste del maresciallo Foch.
Alla morte del padre nel 1929, ereditò una delle sue tenute minori, The Durdans a Epsom, che divenne la sua casa. Tra le altre cose ha ereditato una vasta biblioteca di suo padre a Durdans, gran parte della quale è stata venduta a Sotheby nel 1933.

## Talento artistico
Alcuni dei disegni di Lady Sybil erano in ceramica, in cui si notava il suo amore per gli animali, in particolare i cavalli di Suffolk Punch. Aveva un grande amore per gli animali e allevò una rara razza di cane, il Shetland Toy, che lei salvò dall'estinzione.
Nel 1937 fece amicizia con degli zingari che regolarmente visitavamp Downs Epsom, durante il quale gli permetteva di usare in una parte della sua proprietà, creando alcune volte delle ostilità tra la popolazione locale e gli zingari.

## Morte
Negli ultimi anni, Sybil era nota per la sua eccentricità, spendendo molto del suo tempo in una roulotte o su un albero, comunicando con il suo maggiordomo attraverso un megafono. Rimase vedova nel 1950. Morì il 25 febbraio 1955.
Alla sua morte donò 2.700 dei restanti libri, opuscoli e manoscritti dalle collezioni del padre alla National Library of Scotland. Il lascito includeva molte memorie e opuscoli sulla storia britannica ed europea del XVIII e XIX secolo, comprese le biografie di Pitt e di Napoleone.

## Ascendenza
|                                            |                             |                                                 | Genitori                                    |  |  | Nonni |  |  | Bisnonni                                    |  |  | Trisnonni                                |  |
|                                            |                             |                                                 |                                             |  |  |       |  |  | 8. Archibald Primrose, IV conte di Rosebery |  |  | 16. Neil Primrose, III conte di Rosebery |  |
|                                            |                             |                                                 |                                             |  |  |       |  |  | 8. Archibald Primrose, IV conte di Rosebery |  |  | 16. Neil Primrose, III conte di Rosebery |  |
|                                            |                             | 17. Mary Vincent                                |                                             |  |  |       |  |  | 8. Archibald Primrose, IV conte di Rosebery |  |  |                                          |  |
| 4. Archibald Primrose, lord Dalmeny        |                             |                                                 |                                             |  |  |       |  |  | 8. Archibald Primrose, IV conte di Rosebery |  |  |                                          |  |
|                                            |                             | 9. Harriet Bouverie                             | 18. Bartholomew Bouverie                    |  |  |       |  |  |                                             |  |  |                                          |  |
|                                            |                             | 9. Harriet Bouverie                             | 18. Bartholomew Bouverie                    |  |  |       |  |  |                                             |  |  |                                          |  |
|                                            |                             | 9. Harriet Bouverie                             | 19. Mary Wyndham Arundell                   |  |  |       |  |  |                                             |  |  |                                          |  |
| 2. Archibald Primrose, V conte di Rosebery |                             | 9. Harriet Bouverie                             |                                             |  |  |       |  |  |                                             |  |  |                                          |  |
|                                            |                             | 10. Philip Henry Stanhope, IV conte di Stanhope | 20. Charles Stanhope, III conte di Stanhope |  |  |       |  |  |                                             |  |  |                                          |  |
|                                            |                             | 10. Philip Henry Stanhope, IV conte di Stanhope | 20. Charles Stanhope, III conte di Stanhope |  |  |       |  |  |                                             |  |  |                                          |  |
|                                            |                             | 10. Philip Henry Stanhope, IV conte di Stanhope | 21. Louisa Grenville                        |  |  |       |  |  |                                             |  |  |                                          |  |
| 5. Wilhelmina Stanhope                     |                             | 10. Philip Henry Stanhope, IV conte di Stanhope |                                             |  |  |       |  |  |                                             |  |  |                                          |  |
|                                            |                             | 11. Catherine Lucy Smith                        | 22. Robert Smith, I barone Carrington       |  |  |       |  |  |                                             |  |  |                                          |  |
|                                            |                             | 11. Catherine Lucy Smith                        | 22. Robert Smith, I barone Carrington       |  |  |       |  |  |                                             |  |  |                                          |  |
|                                            |                             | 11. Catherine Lucy Smith                        | 23. Anne Boldero-Barnard                    |  |  |       |  |  |                                             |  |  |                                          |  |
| 1. Sybil Primrose                          |                             | 11. Catherine Lucy Smith                        |                                             |  |  |       |  |  |                                             |  |  |                                          |  |
|                                            | 12. Nathan Mayer Rothschild | 24. Mayer Amschel Rothschild                    |                                             |  |  |       |  |  |                                             |  |  |                                          |  |
|                                            | 12. Nathan Mayer Rothschild | 24. Mayer Amschel Rothschild                    |                                             |  |  |       |  |  |                                             |  |  |                                          |  |
|                                            | 12. Nathan Mayer Rothschild | 25. Gutle Schnapper                             |                                             |  |  |       |  |  |                                             |  |  |                                          |  |
| 6. Mayer Amschel de Rothschild             | 12. Nathan Mayer Rothschild |                                                 |                                             |  |  |       |  |  |                                             |  |  |                                          |  |
|                                            |                             | 13. Hannah Cohen                                | 26. Levy Barent Cohen                       |  |  |       |  |  |                                             |  |  |                                          |  |
|                                            |                             | 13. Hannah Cohen                                | 26. Levy Barent Cohen                       |  |  |       |  |  |                                             |  |  |                                          |  |
|                                            |                             | 13. Hannah Cohen                                | 27. Lydia Diamantschleifer                  |  |  |       |  |  |                                             |  |  |                                          |  |
| 3. Hannah de Rothschild                    |                             | 13. Hannah Cohen                                |                                             |  |  |       |  |  |                                             |  |  |                                          |  |
|                                            |                             | 14. Isaac Cohen                                 | 28. Levy Barent Cohen (= 26.)               |  |  |       |  |  |                                             |  |  |                                          |  |
|                                            |                             | 14. Isaac Cohen                                 | 28. Levy Barent Cohen (= 26.)               |  |  |       |  |  |                                             |  |  |                                          |  |
|                                            |                             | 14. Isaac Cohen                                 | 29. Lydia Diamantschleifer (= 27.)          |  |  |       |  |  |                                             |  |  |                                          |  |
| 7. Juliana Cohen                           |                             | 14. Isaac Cohen                                 |                                             |  |  |       |  |  |                                             |  |  |                                          |  |
|                                            |                             | 15. Sarah Samuel                                | 30. Phineas Samuel                          |  |  |       |  |  |                                             |  |  |                                          |  |
|                                            |                             | 15. Sarah Samuel                                | 30. Phineas Samuel                          |  |  |       |  |  |                                             |  |  |                                          |  |
|                                            |                             | 15. Sarah Samuel                                | 31. Katherine Jacobs                        |  |  |       |  |  |                                             |  |  |                                          |  |
|                                            |                             | 15. Sarah Samuel                                |                                             |  |  |       |  |  |                                             |  |  |                                          |  |